# Ладомирів
Ладомирів (словац. Ladomirov) — село в Словаччині, Снинському окрузі Пряшівського краю. Розташоване в північно-східній частині Словаччини на автошляху Гуменне — Снина — Убля — Малий Березний.

## Історія
Давнє лемківське село. Вперше згадується у 1567 році.
У 1880 р. належало до комітату Земплін, була парафіяльна греко-католицька церква, 183 мешканці.

## Населення
| Рік:            | 1993 | 2003     | 2013     | 2023     |
| --------------- | ---- | -------- | -------- | -------- |
| Кількість осіб: | 401  | 357      | 303      | 256      |
| Різниця:        |      | -10,97 % | -15,12 % | -15,51 % |

| Рік:            | 2022 | 2023 |
| --------------- | ---- | ---- |
| Кількість осіб: | 256  | 256  |
| Різниця:        |      | +0 % |

В селі проживає 345 осіб.
Національний склад населення (за даними останнього перепису населення — 2001 року):
- словаки — 85,37 %
- русини — 11,97 %
- українці — 1,33 %
- чехи — 0,53 %

Склад населення за приналежністю до релігії станом на 2001 рік:
- греко-католики: 61,17 %,
- православні: 27,39 %,
- римо-католики: 3,19 %,
- не вважають себе віруючими або не належать до жодної вищезгаданої церкви: 8,25 %